# Ісабаль (озеро)
Ісабаль (ісп. Lago de Izabal) — найбільше за розміром озеро Республіки Гватемала. Площа його поверхні становить 589,6 км². Максимальна глибина — 18 м. Полочік — найбільша річка, що впадає в озеро. Ісабаль, яке лежить на висоті лише 1 метр над рівнем моря, через судноплавну річку Ріо-Дульсе та невелике вузьке озеро Ель-Гольфете (ісп. El Golfete), що розташоване на рівні моря, має вихід до Гондураської затоки Карибського моря. 
На місці впадіння озера в річку Ріо-Дульсе ще з колоніальної епохи стоїть добре збережений замок Сан-Феліпе-де-Лара (ісп. Castillo de San Felipe de Lara), який у минулому захищав острів від нападів піратів. Неподалік розташовані затоплені кораблі.
В озері водяться ламантини. У прибережних лісах мешкають ягуари, коати, ревуни. Озеро є улюбленим місцем спостерігачів за птахами.

## Галерея

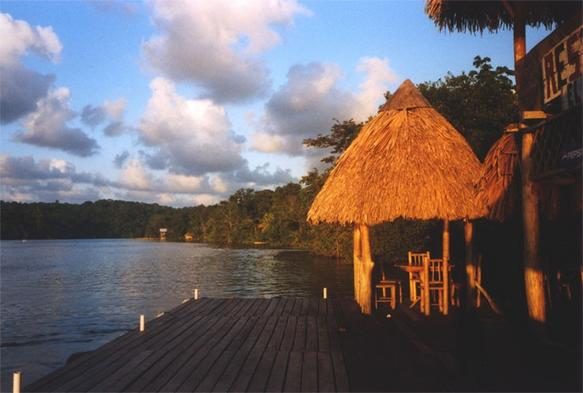
Вигляд на озеро
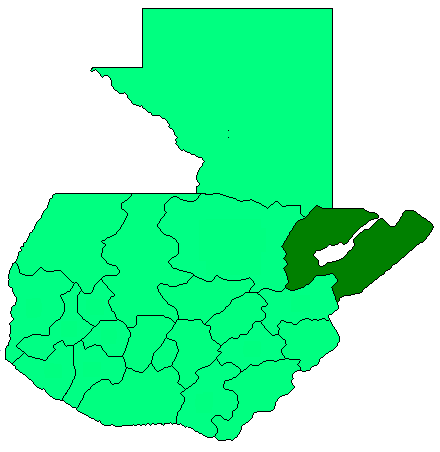
Озеро на карті Гватемали (зеленим позначено однойменний департамент)
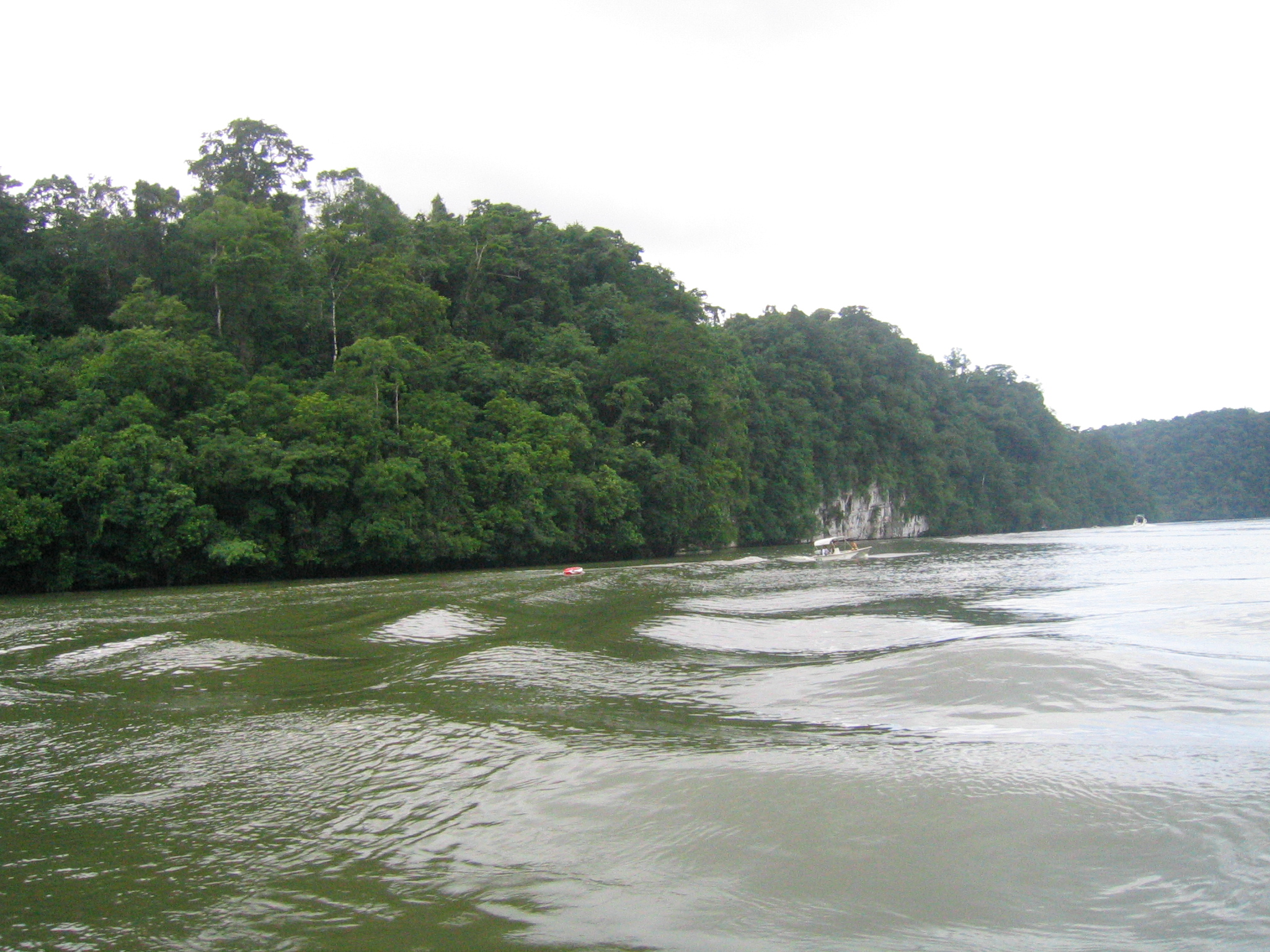
Річка Ріо-Дульсе, через яку Ісабаль впадає в озеро Ель-Гольфете
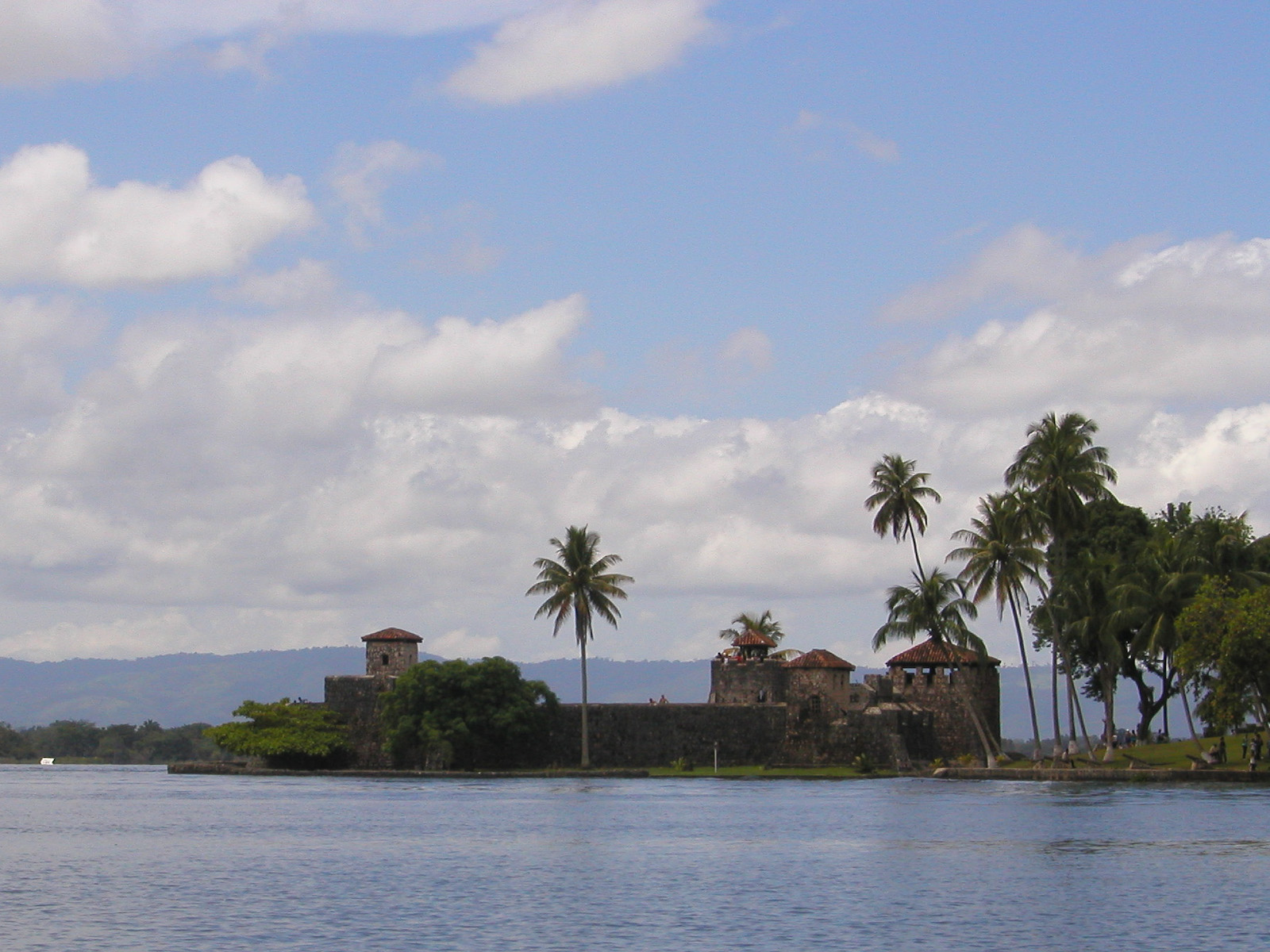
Вигляд на замок Сан-Феліпе-де-Лара